# Nariz (futbolista)
Álvaro Lopes Cançado (Uberaba, Brasil, 8 de diciembre de 1912-ibídem, 19 de septiembre de 1984), más conocido como Nariz, fue un futbolista brasileño que jugaba como defensa.

## Fallecimiento
Se suicidó el 19 de septiembre de 1984, a la edad de 71 años.

## Selección nacional
Fue internacional con la selección de fútbol de Brasil en 5 ocasiones. Formó parte de la selección que obtuvo el tercer lugar en la Copa del Mundo de 1938.

### Participaciones en Copas del Mundo
| Mundial                        | Sede    | Resultado    | Partidos | Goles |
| ------------------------------ | ------- | ------------ | -------- | ----- |
| Copa Mundial de Fútbol de 1938 | Francia | Tercer lugar | 1        | 0     |

### Participaciones en Copas América
| Copa                         | Sede      | Resultado  |
| ---------------------------- | --------- | ---------- |
| Campeonato Sudamericano 1937 | Argentina | Subcampeón |

## Clubes
| Club             | País   | Año       |
| ---------------- | ------ | --------- |
| Atlético Mineiro | Brasil | 1930-1932 |
| Fluminense       | Brasil | 1933-1934 |
| Botafogo         | Brasil | 1934-1441 |

## Palmarés

### Campeonatos regionales
| Título                    | Club             | País   | Año  |
| ------------------------- | ---------------- | ------ | ---- |
| Campeonato Mineiro        | Atlético Mineiro | Brasil | 1931 |
| Campeonato Mineiro (LMDT) | Atlético Mineiro | Brasil | 1932 |
| Campeonato Carioca (FMD)  | Botafogo         | Brasil | 1935 |